# オーシャンゲートみなとみらい
オーシャンゲートみなとみらい (OCEAN GATE MINATO MIRAI) は、神奈川県横浜市西区みなとみらいにあるオフィスビル。

## 概要・歴史
2006年3月、みなとみらい地区32街区（南区画）の飲食店や商業店舗などからなる暫定施設「32番館」が借地契約終了により閉鎖。2013年3月25日、「32番館」の跡地において都市再生機構（UR都市機構）が入札を行い、東急不動産が86億7200万円で購入した。
2014年6月25日、同社は「（仮称）みなとみらい21、32街区プロジェクト」として、事務所棟（本棟・駐車場棟）・集合住宅棟で構成する複合開発計画を公表。この事務所棟が「オーシャンゲートみなとみらい」である。2015年10月に着工し、2017年7月に竣工を迎えた。なお、集合住宅棟は2014年10月に着工し、「ブランズタワーみなとみらい」（29階建て）として2017年1月に竣工している。
2017年10月、東急不動産がPAGインベストメント・マネジメントの特別目的会社に当ビルを売却。さらに2018年1月31日、アメリカの不動産投資顧問会社ラサール・インベストメント・マネージメント (LIM) が当ビルの信託受益権を取得している。

### 京セラの研究開発拠点
2019年5月、京セラが国内6箇所目となる研究開発拠点「みなとみらいリサーチセンター」を当ビル内に開設（開所式は同年7月19日）。
東京・品川や横浜市内の計3箇所に分散する通信システム・AI関連技術者など約600人（最終的に1,000人規模に拡大）を集約し、IoTやエネルギー関連、自動車の先進運転支援システム (ADAS) といった先進技術・システムの研究開発などを強化。また、「共創スペース」を設置し、オープンイノベーションの仕組みも導入する。
共創スペース
- 1階：クリエイティブファブ (Creative Fab) 
工房（3Dプリンター、NC切削機、塗装室など）、デザインルーム、ミーティングスペースを備える。
2020年2月には、同社が考案・開発中の「スマート白杖[注 3]による視覚障がい者歩行支援システム (Visually-Impaired Assistance System=VAシステム)」の体験コーナーが期間限定で設置された[17]。
- 6階：イノベーションスクエア (Innovation Square) 
カンファレンスルーム（最大230人収容）、個別会議室、ユーティリティスペース、交流スペースを備える。

## フロア構成・主なテナント

### 本棟
低層部には商業テナントや共創スペースなどが配置されており、3階より上が主にオフィスなど業務関連エリアとなっている。また、最上部には屋上庭園（屋上テラス）も設けられている。
低層部（1-2F）
- ベントレー横浜（1F/自動車ショールーム）[20]
- セブン-イレブン 横浜みなとみらい3丁目店（1F）
- 京セラ クリエイティブファブ（1F/共創スペース）[16]
- スターバックスコーヒー オーシャンゲートみなとみらい店（2F）[21]

業務関連エリア（3-14F）
- BSIグループジャパン株式会社 本社オフィス（3F）
  - BSI Professional Services Japan株式会社 本社オフィス（3F）
- 京セラ株式会社 みなとみらいリサーチセンター（3-6F, 13F/研究開発拠点）
  - 京セラドキュメントソリューションズ株式会社 みなとみらいリサーチセンター（4F/研究開発拠点）
  - 京セラ イノベーションスクエア（6F/共創スペース・カンファレンスルーム）
- WeWork オーシャンゲートみなとみらい（7-10F/コワーキングスペース）[22][23]
- ケーエルエー・テンコール株式会社 本社オフィス（11F）[24]
- ブローゼジャパン株式会社 本社オフィス（11F）
- メルコリゾーツ＆エンターテインメントジャパン株式会社 横浜オフィス（11F）[25]
- キャタピラージャパン合同会社 本社オフィス（12F）[26][27]
  - キャタピラー・ファイナンス株式会社 本社オフィス（12F）
  - Solar Turbines Services Company（12F）
- 積水ハウス株式会社 神奈川営業本部/神奈川東支店 SHICみなとみらい/横浜北シャーメゾン支店（13F）
- 天進技術株式会社 (OPPO日本研究所) 本社オフィス（13F）[28]
- 株式会社ジアス 横浜店（14F/ショールーム）
- アライン・テクノロジー・ジャパン・トリート合同会社 本社オフィス（14F）
- 株式会社フィラディス 本社オフィス（14F）

### 駐車場棟
- タイムズ OCEAN GATE MINATOMIRAI[29]
- みなとみらいくばがさ保育園[30]

## アクセス
- 鉄道：みなとみらい線「みなとみらい駅」より徒歩2分ほど[4]。
- 道路：当ビルは国際大通り沿いに位置する。

## 受賞
2019年の第63回神奈川建築コンクールにて、一般建築物部門 最優秀賞を受賞した。

## ギャラリー

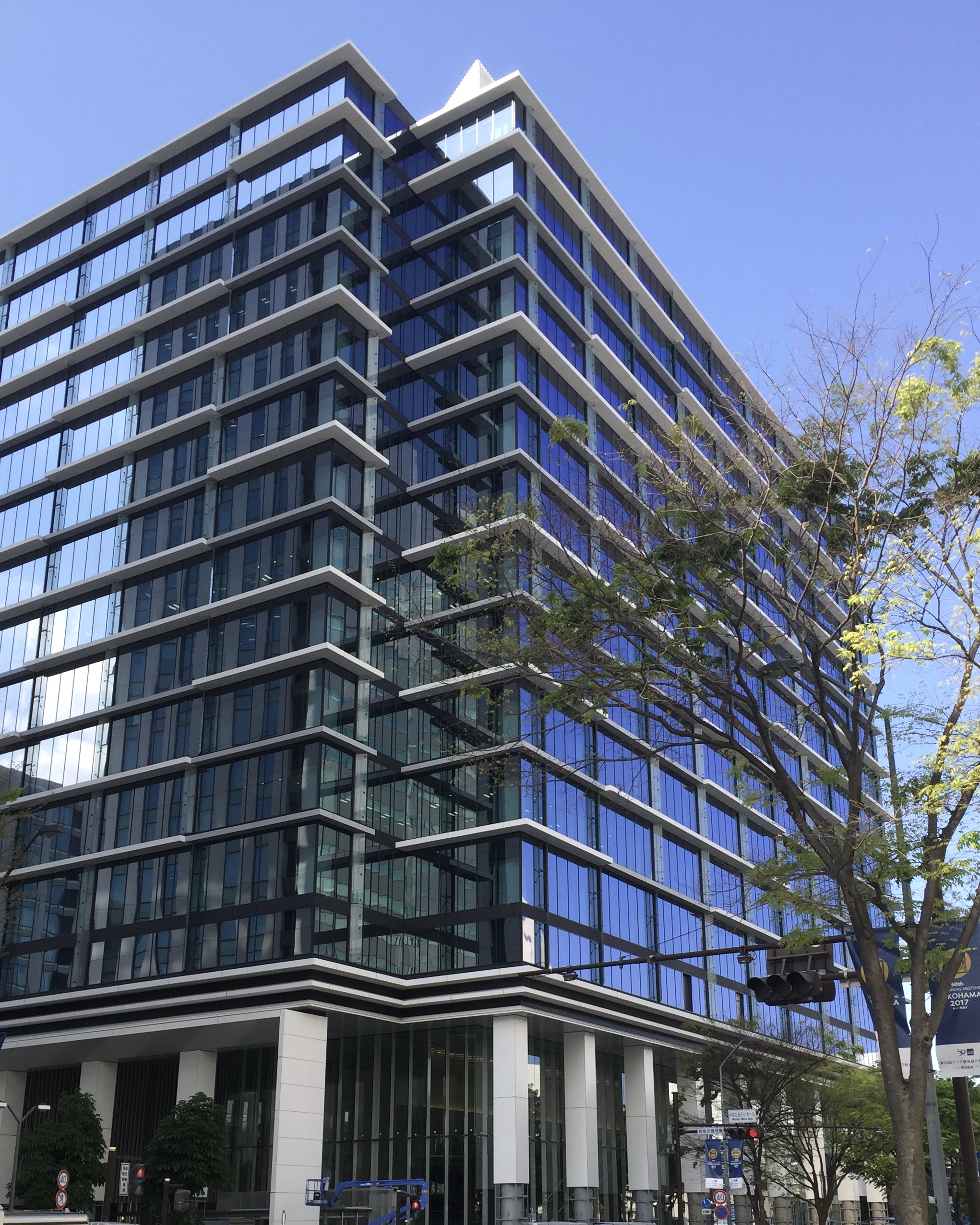
当ビルの外観（南西側より、2017年4月撮影）
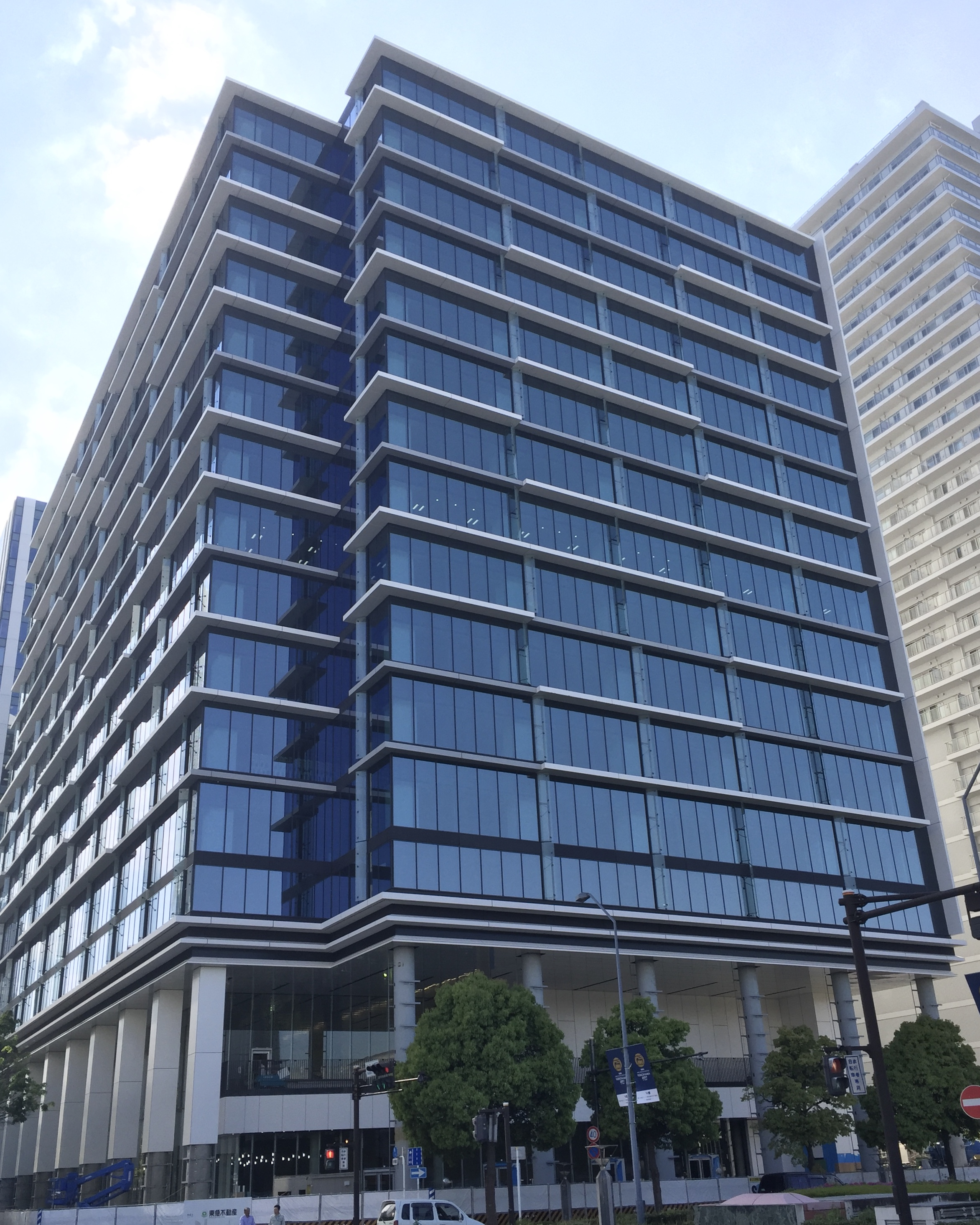
当ビルの外観（東側より、2017年4月撮影）